# Каррас, Лу
Лу́ис Джордж Ка́ррас (англ. Louis George Karras; 19 сентября 1927, Гэри, Индиана — 20 сентября 2018), более известный как Лу Ка́ррас (англ. Lou Karras) — американский профессиональный футболист, первый игрок НФЛ из семьи Каррас. Играл за команду НФЛ «Вашингтон Редскинз» на позиции защитника (дефенсив тэкл) в 1950—1952 годах. Преждевременно закончил спортивную карьеру в связи с травмой глаза, после чего занялся бизнесом. Член Зала спортивной славы AHEPA (1991).

## Биография
Являлся одним из шестерых детей в семье грека и канадки. Его отец, Джордж Луис Каррас, родом с острова Хиос (Греция), был врачом по профессии, окончил Чикагский университет и получил учёную медицинскую степень в Канаде, где познакомился и женился на Эммелин Фионе Уилсон (имела английские, шотландские, а также французские корни), дипломированной медсестре, будущей матери Лу.
В 1946 году окончил среднюю школу. Ещё будучи учеником, был признан восходящей звездой футбола.
Играл за команду Университета Пердью, который окончил в 1950 году.
Являлся членом Городского совета Гэри.
В 1990 году переехал во Флориду.
Умер 20 сентября 2018 года в возрасте 91 года.

## Личная жизнь
В браке с супругой Дороти имел трёх дочерей, выпускниц Университета Пердью.
Имел младших братьев Теда (1934—2016) и Алекса (1935—2012), также игроков НФЛ.
Мать Карраса была единственной женщиной, введёной в Зал славы НФЛ, благодаря тому, что трое её сыновей являлись профессиональными футболистами.